# Cshö Injong
Cshö Injong (hangul: 최인영, handzsa: 崔仁榮, RR: Choi In-young; 1962. március 5. –) dél-koreai válogatott labdarúgókapus.

## Pályafutása

### Klubcsapatban
1981 és 1983 között egy szöuli amatőr csapatban játszott. 1983-ban a Kookmin Bank kapusa volt. 1984-től és 1996-ig az Ulszan Hyundai együttesében védett és 1996-ban bajnoki címet szerzett.  

### A válogatottban
1983 és 1994 között 51 alkalommal játszott a dél-koreai válogatottban. Részt vett az 1984-es Ázsia-kupán, az 1990-es és az 1994-es világbajnokságon.

## Sikerei, díjai
Ulszan Hyundai
- Dél-koreai bajnok (1): 1996